# Polyergus ruber
Polyergus ruber  (лат.) — вид муравьёв-рабовладельцев из рода муравьёв-амазонок подсемейства Формицины (Formicinae). Эндемик США.

## Описание
Муравьи красновато-коричневого цвета с саблевидными (без зубцов) жвалами. Встречаются в США. Ведут «рабовладельческий» образ жизни, используя в качестве рабов муравьёв рода Formica (Formica biophilica).
Длина головы (HL) 1.52–1.90 мм, ширина головы (HW) 1.42–1.80, длина скапуса усиков (SL) 1.68–1.79, головной индекс (CI) 93–95, индекс скапуса (SI) 99–113, общая длина тела (TL) 6.16–7.36 мм.